# Carbonato di potassio
Il carbonato di potassio (o potassa) è il sale di potassio dell'acido carbonico, di formula K2CO3. A temperatura ambiente si presenta come un solido bianco inodore, molto solubile in acqua, dando una soluzione decisamente basica. È un composto nocivo  e irritante. La potassa viene usata nella produzione artigianale del sapone e del vetro.

## Etimologia
Il termine potassa prende il nome dal tedesco 'Pottasche', composto da Pott (= vaso) ed Asche (= cenere).
Venne presumibilmente scoperta nel 1650 da Johann Rudolph Glauber e ricavata per evaporazione del soluto da ceneri, in prevalenza di faggi e querce, in apposite capanne site in prossimità delle vetrerie silvane 'Waldglashütten' delle foreste germaniche, ove veniva già prodotto dal XII secolo il 'vetro silvano', 'Waldglas' anche 'vetro da legna', 'Holzglas' dalle sabbie quarzifere dei Tauri e dal tipico colore verdastro impiegato in finestre e per la realizzazione di semplici contenitori. Venne aggiunta per abbassar la temperatura di rammollimento del nuovo 'vetro di potassa' ('Pottascheglas') e per migliorarne la trasparenza, permettendo d'estenderne la produzione fino al XIX secolo, superando la crisi del legname del XVII secolo.

## Storia
Storia
Il carbonato di potassio è il componente principale della potassa e della cenere perlifera, più raffinata. Storicamente, la cenere perlifera veniva creata cuocendo la potassa in un forno per rimuovere le impurità. La polvere bianca e fine che rimaneva era la cenere perlifera. Il primo brevetto rilasciato dall'Ufficio Brevetti degli Stati Uniti fu assegnato a Samuel Hopkins il 31 luglio 1790 per un metodo migliorato per la produzione di potassa e cenere perlifera.